# 括り緒の袴

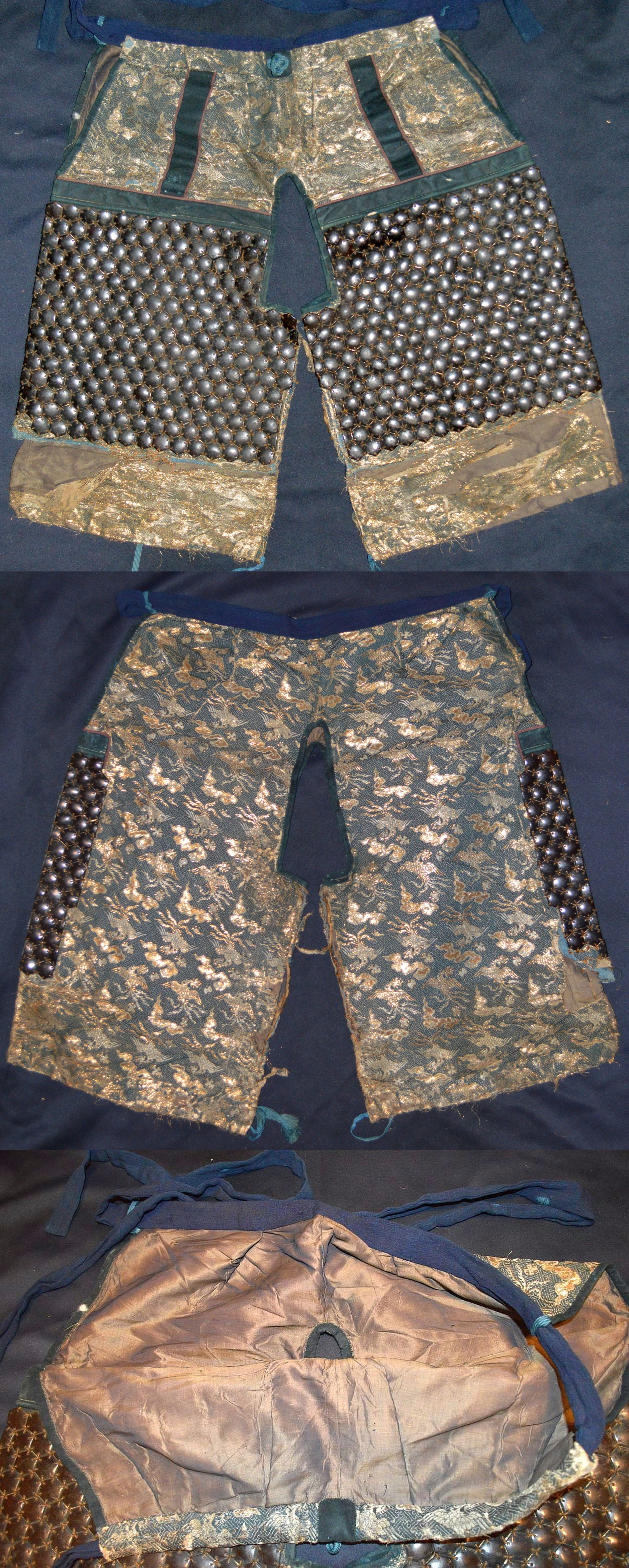
裾に緒を通してある小袴

括り緒の袴（くくりおのはかま）は、裾を括って着用する袴の総称。

## 概要
括り緒の袴で最も一般的なものは、指貫（さしぬき）という、裾を紐で指し貫いて絞れるようにした袴である。
指貫の他には、指貫同様に裾の部分に絞る紐を加えた、丈の短い小袴があった。本来の小袴は、礼装以外の素襖に対する常用の袴だったが、後に直垂や水干の袴としても用いられた。
また、地下官人（六位以下）が狩衣の下衣として穿いた狩袴を小袴と呼ぶ場合もある。狩袴は指貫よりも幅が細い膝丈の袴を言う。指貫や狩袴の異称として、奴袴という呼び名もある。
元来、括り緒の袴は、奈良時代ごろに庶民の衣服として登場したものだが、平安時代に入ってから貴族階級に取り入れられ、素材もそれまでの麻から絹物に代わり、平絹（へいけん）・綾（あや）・固織物（かたおりもの）・浮織物（うきおりもの）などでより大きく長々と仕立てられるようになった。

## 指貫の着装
指貫は、基本的に生地が八巾で片足に四巾取る（八幅/やの/現在の一幅は一尺二寸。片足分は約180cm前後）が、神職の衣装ではさらに細身(六幅)に仕立てる。八幅に仕立てたものを指貫、六幅に仕立てたものを奴袴と区別することもある。
紐は普通は袴と同色だが、近世以降の若い貴族には「腹白」という紫と白の組み紐も用いられた。腹白は蜷結びにする。
また、平安時代には采女などの女性が乗馬する際にも指貫を履いていた。指貫の色は規定こそ無かったが葡萄染（えびぞめ/ワイン色）などの華やかな物を用いたらしい。
当然布の余り分が出てくるが、動きにくくならないように裾を膝あたりや踝に紐で括ってたるませていた。紐の余りを長く垂らして踝で括るのは「下括り」といって一般の着付けで、膝の上か下に括る「上括り」は脛が出て格好が悪いため警固や蹴鞠をするとき或いは緊急時の着付けとされた。裾がずり下がらないように紐で腰から釣って補強するなどした。
江戸時代以降、武家が頻繁に指貫を用いるようになってからは、裾を括らずに腰から吊り下げる「引上仕立」（ひきあげしたて）が使われるようになり、現在はこちらが主流である。また、本来は指貫の下に下袴という袴を履くのを本義とするが、近世以降は余り用いられない。
布袴（ほうこ/束帯の袴を指貫に置き換えたもので私的な式での礼装）、直衣、狩衣（狩衣には院政期までは差袴と言う細身の袴を使用）と一緒に着用され、当初はさまざまな色や紋を年齢や状況に合わせて使い、生地も冬は練絹（目の詰まった絹織物）、夏は薄物を気候に応じて自由に使っていた。また、式典などの晴れの舞台では織物、日常着には綾や薄物が使用された。ただし、院政期以降は使用する生地や紋などに厳密な規定が出来た。
室町期以降の規定では原則として、紋がつくのは公卿または禁色を聴された者のみで、色は年の若い順に紫、縹、浅葱、白である。紋は年長者ほど大きくなり、遂には無紋となるのを通例とした。若年には浮織物、壮年よりは堅地綾とする。四位以下は、無地の平絹で紫、さらに六位以下は浅葱色である。地質は表裏ともに平絹である。
文様は、（近世以降天皇は指貫を穿かなくなった）上皇や親王は「八葉菊」「竜胆唐草」「雲立涌」（雲立涌はかつて摂政や太閤も使ったが、現代の親王は雲立涌のみ）、公卿に多かったのは「八藤丸」で、少年は「亀甲地紋に臥蝶丸」若年者は「鳥襷」なども使った他、九条家の「唐菱」など一族で固有の文様(異文という)を使う場合もあった。
現代における指貫は、神道の神職や仏教の僧侶などが着用する他、伝統的な行事や芸能等において着用される程度である。

## その他の括り緒の袴
- 葛鞠袴（くずまりばかま）：現在蹴鞠の競技に用いる袴。葛布製。